# آناوروس
آناوروس (به لاتین: Anavros) یک رود در یونان است که در Volos Municipality واقع شده‌است.